# جووانی بولدینی
جووانی بولدینی (ایتالیایی: Giovanni Boldini; ۳۱ دسامبر ۱۸۴۲ – ۱۱ ژوئیهٔ ۱۹۳۱) یک نقاش اهل پادشاهی ایتالیا بود. وی بیشتر عمر خودش را در پاریس گذراند، مجله تایم در سال ۱۹۳۳ در مقاله‌ای به بالدینی اشاره می‌کند و به دلیل سبک روان او در نقاشی اشاره می‌نماید که وی استاد صدای تازیانه است
وی همچنین برندهٔ جوایزی همچون لژیون دونور (افسر) شده‌است.

## زندگی و حرفه
بولدینی در فرارا به دنیا آمد اما به پاریس رفت و مسحور مانه شد، او پسر یک نقاش موضوعات مذهبی بود و در سال ۱۸۶۲ به فلورانس رفت و به مدت ۶ سال به تحصیل در زمینهٔ نقاشی پرداخت، او تنها در کلاس‌های آکادمی هنرهای زیبا حضور می‌یافت، در فلورانس ملاقات با دیگر نقاشان واقعیت‌گرا همچون موچی‌ای‌اولی که از پیشگامان ایتالیا به امپرسیونیسم بود نگرش بولدینی را تحت تأثیر قرار داد،

## نگارخانه

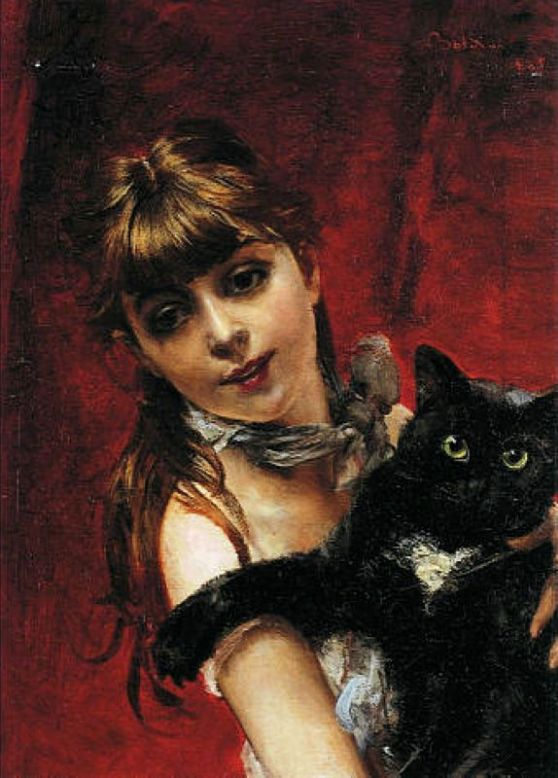
دختری با گربه سیاه
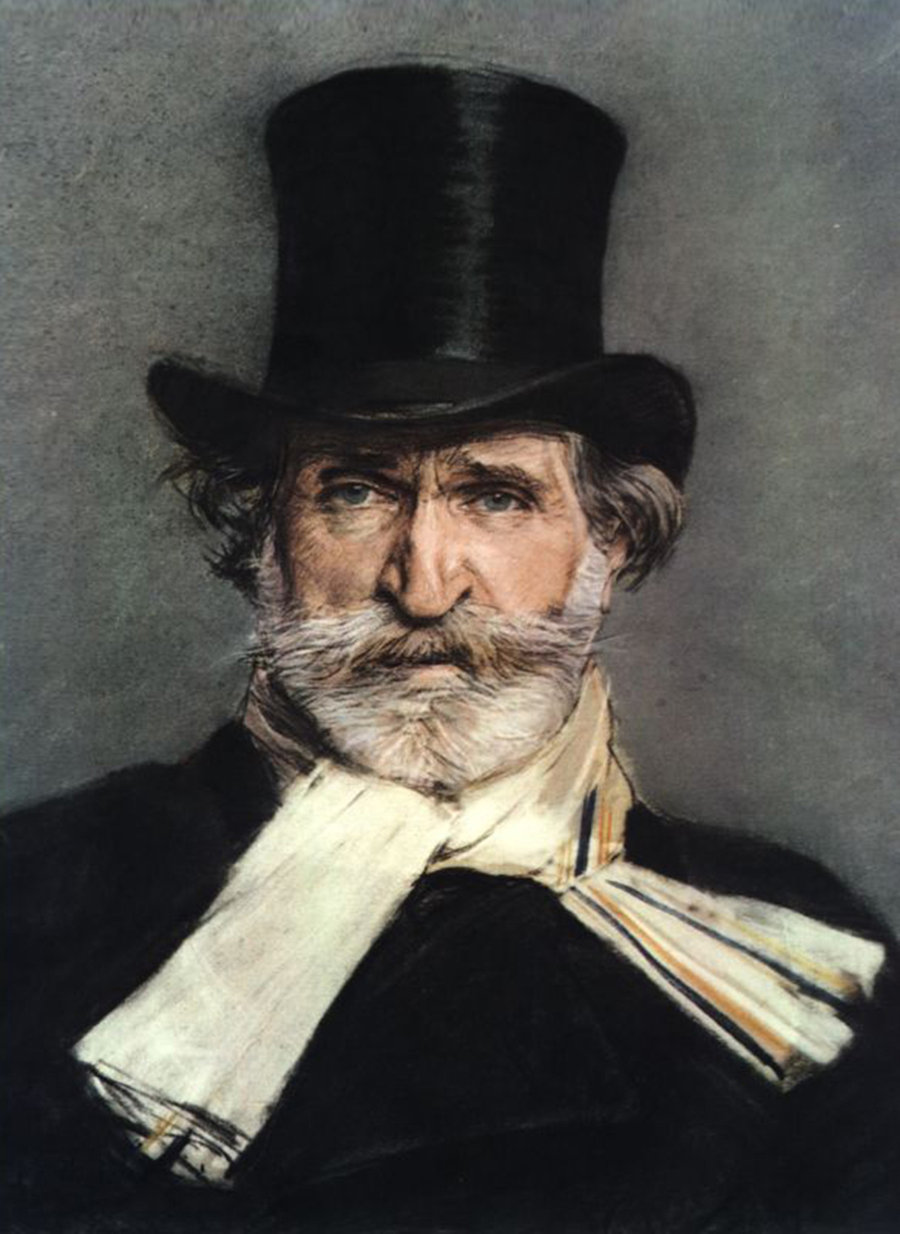
پرتره جوزپه وردی
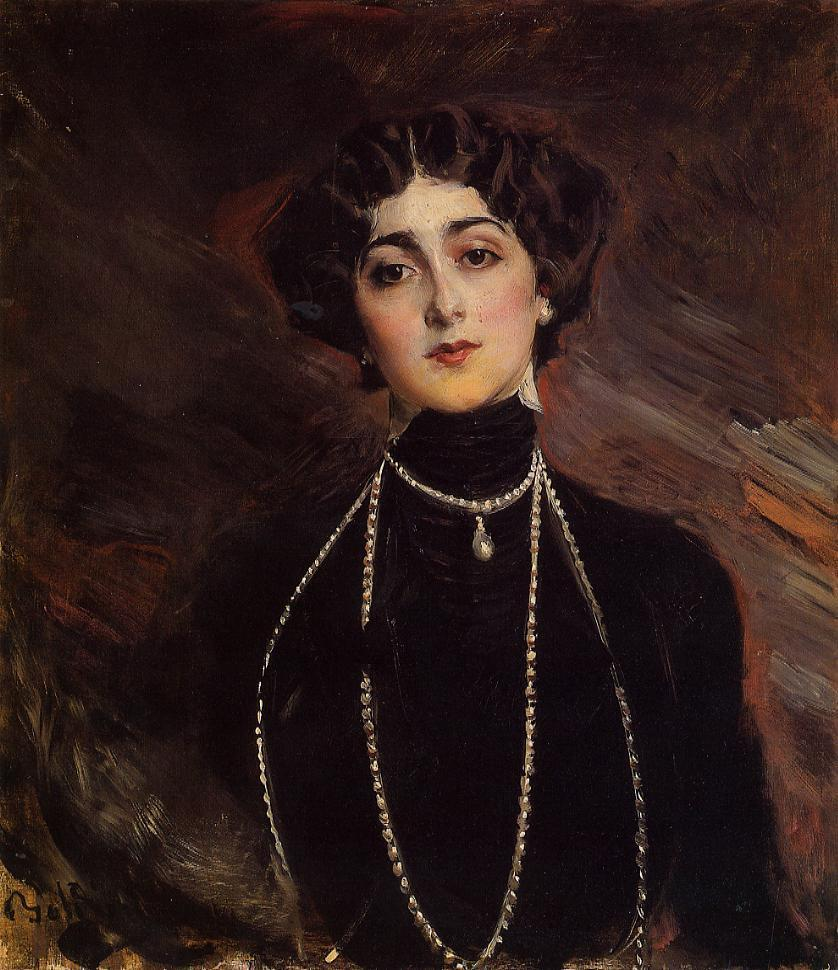
لینا کاوالیری
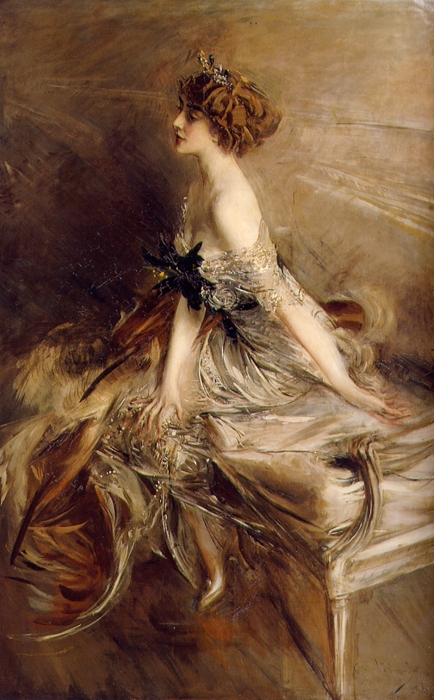
مارس بیبسکو
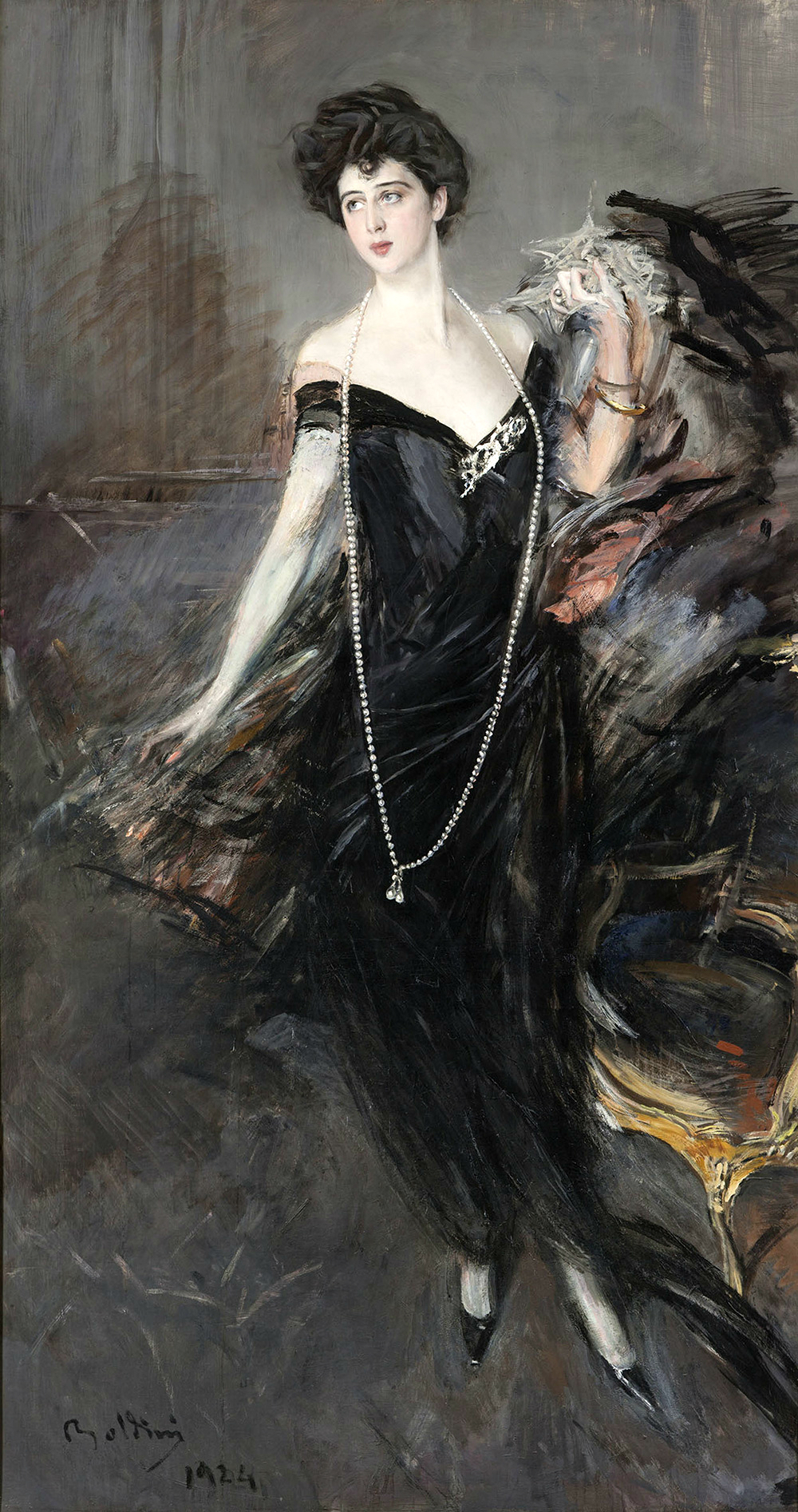
فرانکا فلوریو
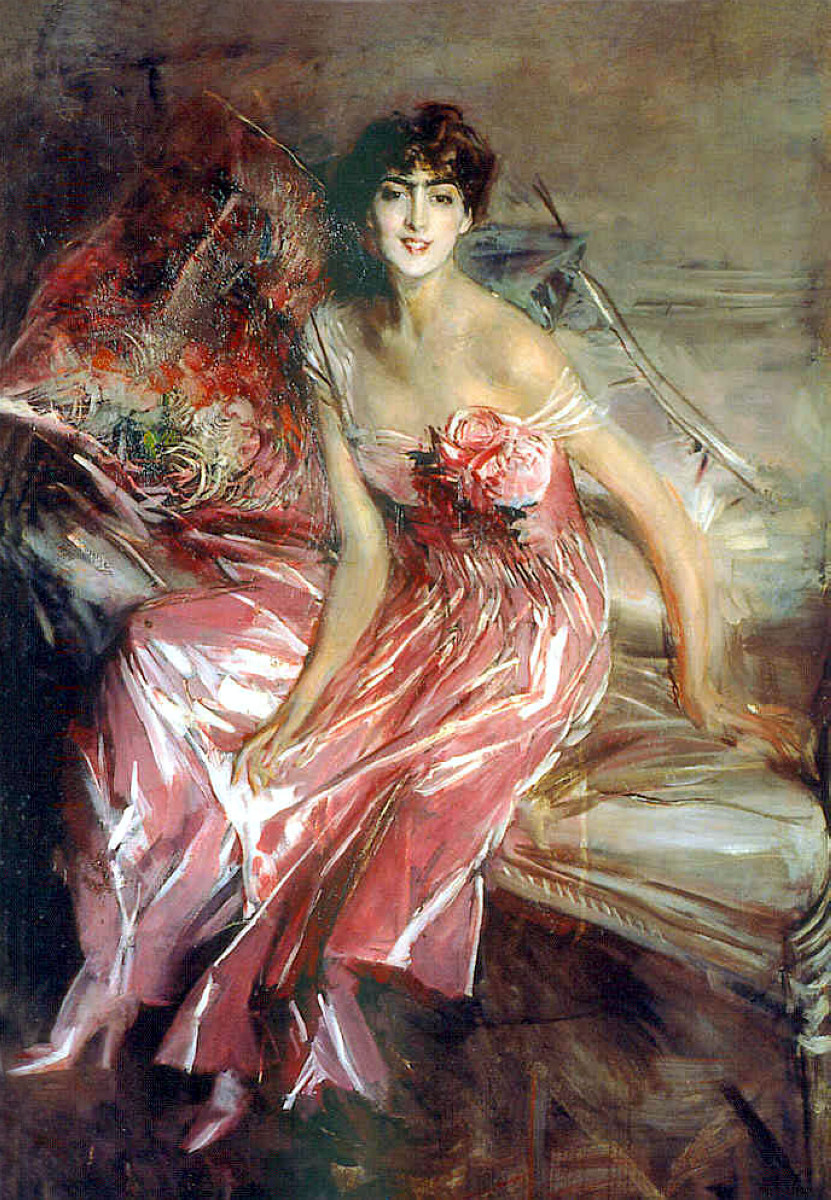
بانو در لباس گل رز
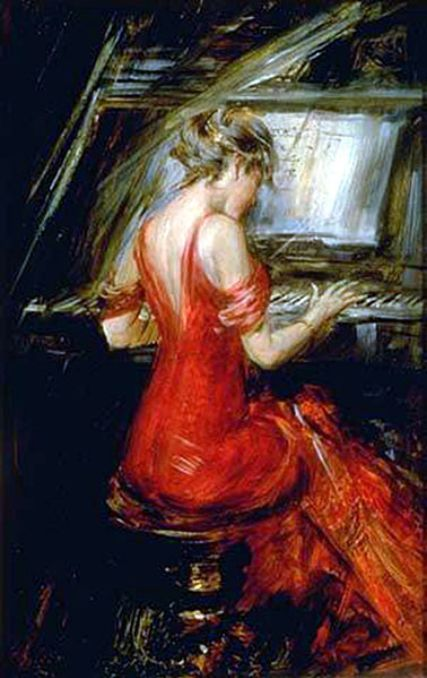
زن در لباس قرمز
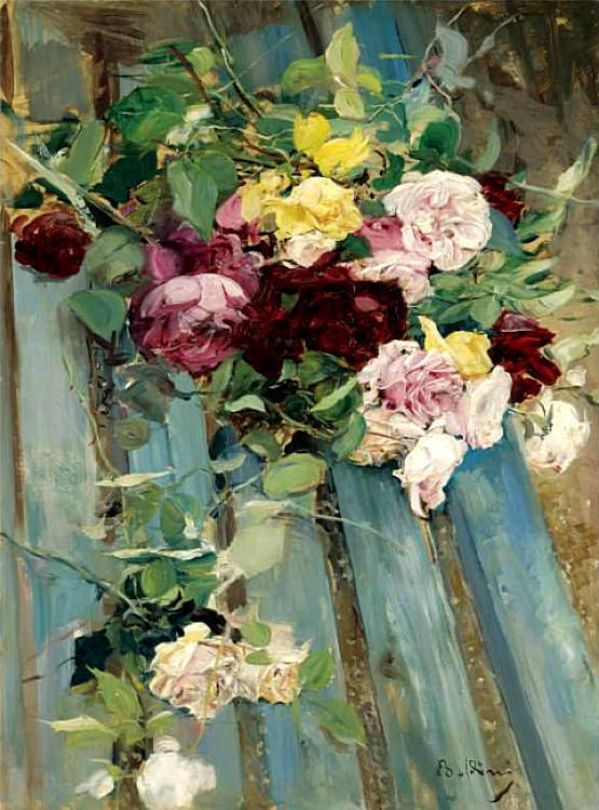
تداوم زندگی با گل رز
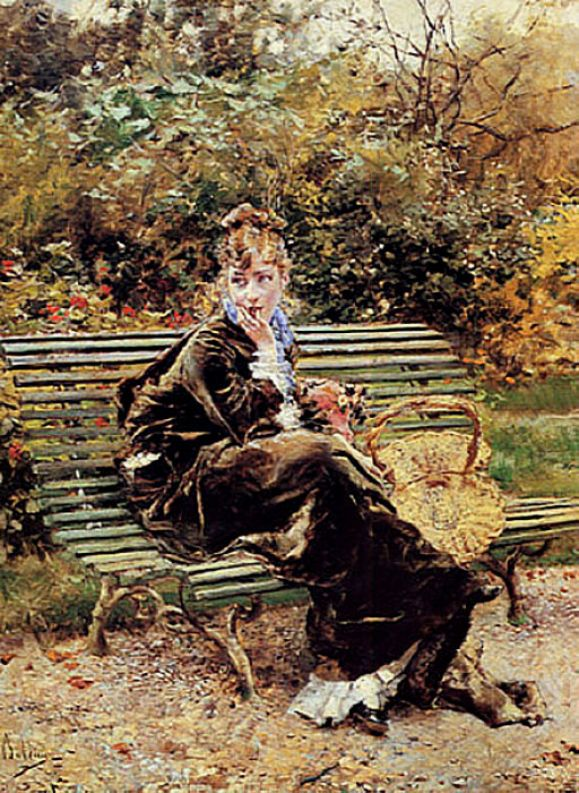
نشسته در باغ
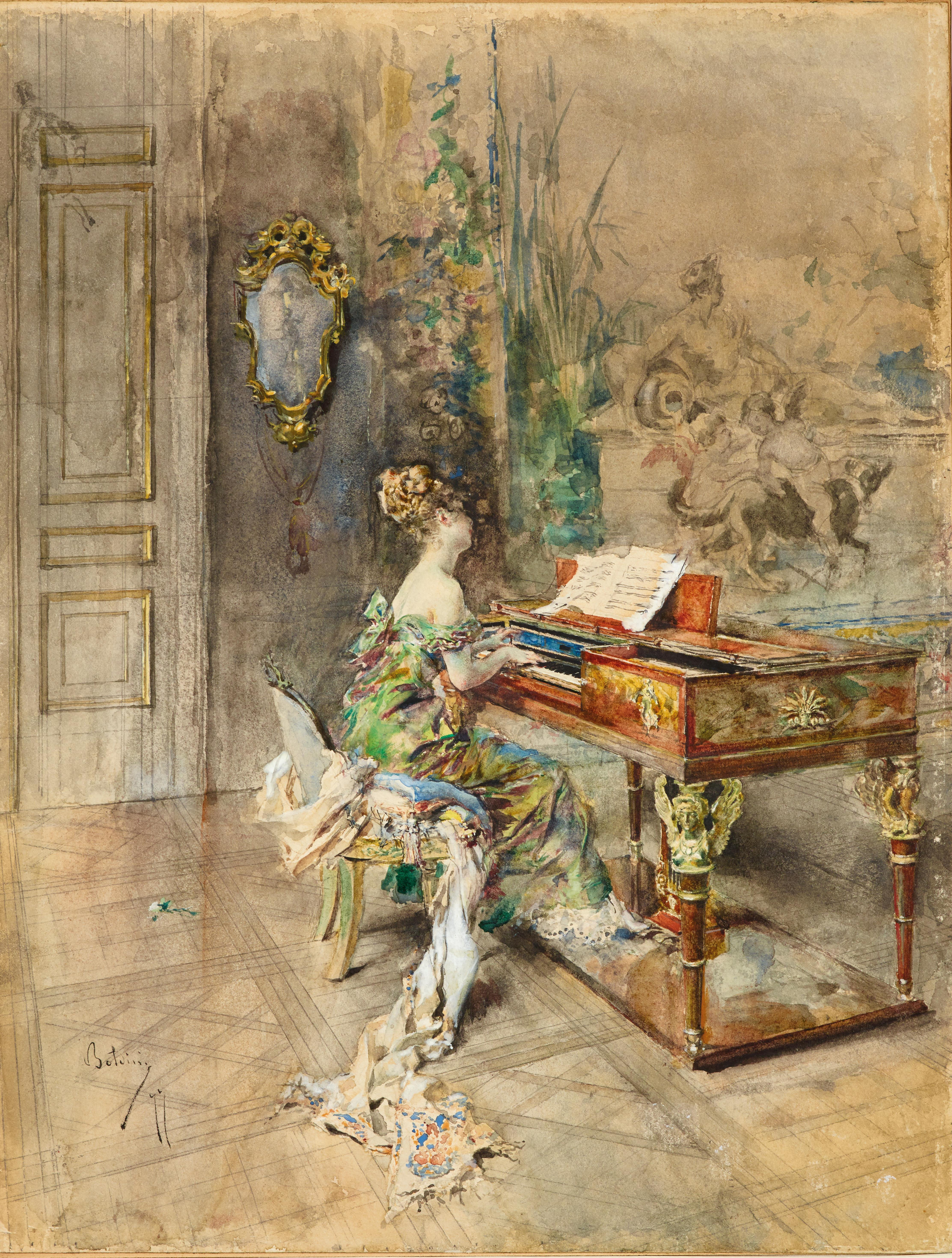
بانوی پیانیست
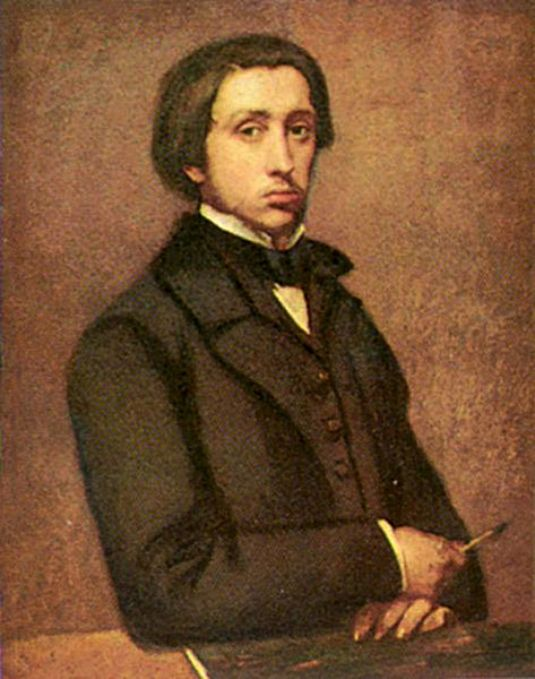
پرتره ادگار دگا
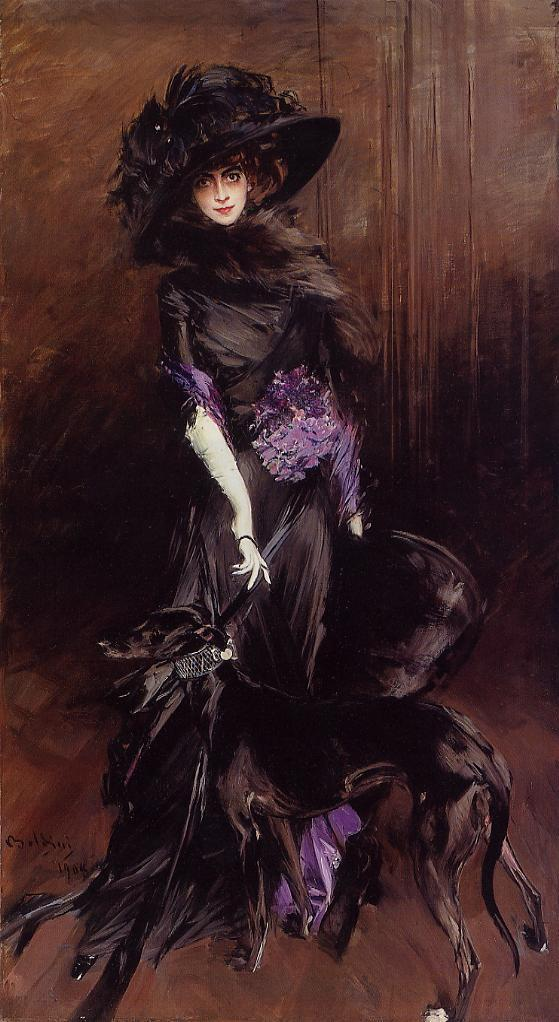